# 142-й меридіан західної довготи
142-й меридіан західної довготи — лінія довготи, що лежить на 142 градуси західніше Гринвіцького меридіана. Вона проходить від Північного полюса через Північний Льодовитий океан, Північну Америку, Тихий океан, Південний океан та Антарктиду до Південного полюса.
142-й меридіан західної довготи формує велике коло разом із 38-мим меридіаном східної довготи.

## Список географічних об'єктів, що перетинає 142° зх. д.
Починаючи на Північному полюсі та рухаючись до Південного полюса, 142-й меридіан західної довготи проходить через:
| Координати                                                   | Країна, територія або море | Примітки |
| ------------------------------------------------------------ | -------------------------- | --- |
| 90°0′ пн. ш. 142°0′ зх. д. / 90.000° пн. ш. 142.000° зх. д.  | Північний Льодовитий океан | |
| 73°31′ пн. ш. 142°0′ зх. д. / 73.517° пн. ш. 142.000° зх. д. | Море Бофорта               | |
| 69°50′ пн. ш. 142°0′ зх. д. / 69.833° пн. ш. 142.000° зх. д. | США                        | Аляска |
| 60°1′ пн. ш. 142°0′ зх. д. / 60.017° пн. ш. 142.000° зх. д.  | Тихий океан                | Проходить східніше атола Такуме[en], Французька Полінезія Проходить західніше атола Рекарека[en], Французька Полінезія Проходить східніше атола Марокау[en], Французька Полінезія Проходить східніше атола Равахере[en], Французька Полінезія Проходить західніше атола Ненгоненго[en], Французька Полінезія |
| 60°0′ пд. ш. 142°0′ зх. д. / 60.000° пд. ш. 142.000° зх. д.  | Південний океан            | |
| 75°38′ пд. ш. 142°0′ зх. д. / 75.633° пд. ш. 142.000° зх. д. | Антарктида                 | Проходить через Землю Мері Берд, на яку жодна країна не претендує |